# Vitali Kovalenko
Pour les articles homonymes, voir Kovalenko.
Vitali Aleksandrovitch Kovalenko (russe : Виталий Александрович Коваленко), né le 17 mars 1934 à Moscou, est un joueur de volley-ball soviétique.
Il fait partie de la sélection nationale soviétique de 1960 à 1966. Il est sacré champion olympique aux Jeux d'été de 1964 à Tokyo, champion du monde en 1960 et en 1962 et médaillé de bronze au Championnat d'Europe de volley-ball masculin 1963 et au Championnat du monde de volley-ball masculin 1966.
Il connaît un seul club durant sa carrière, le CSKA Moscou, où il évolue de 1955 à 1966. Il remporte huit fois le Championnat d'URSS (1955, 1958, 196, 1961, 1962, 1963, 1965 et 1966) ainsi deux fois la Coupe des champions (en 1960 et en 1962).
Après avoir pris sa retraite sportive, il devient professeur à l'Université d'État de Moscou d'ingénierie civile.